# Zickeritz
Zickeritz ist eine Ortschaft sowie ein Ortsteil der Stadt Könnern und liegt im Osten des Salzlandkreises (Kreisverwaltung: Bernburg (Saale)) im Land Sachsen-Anhalt.

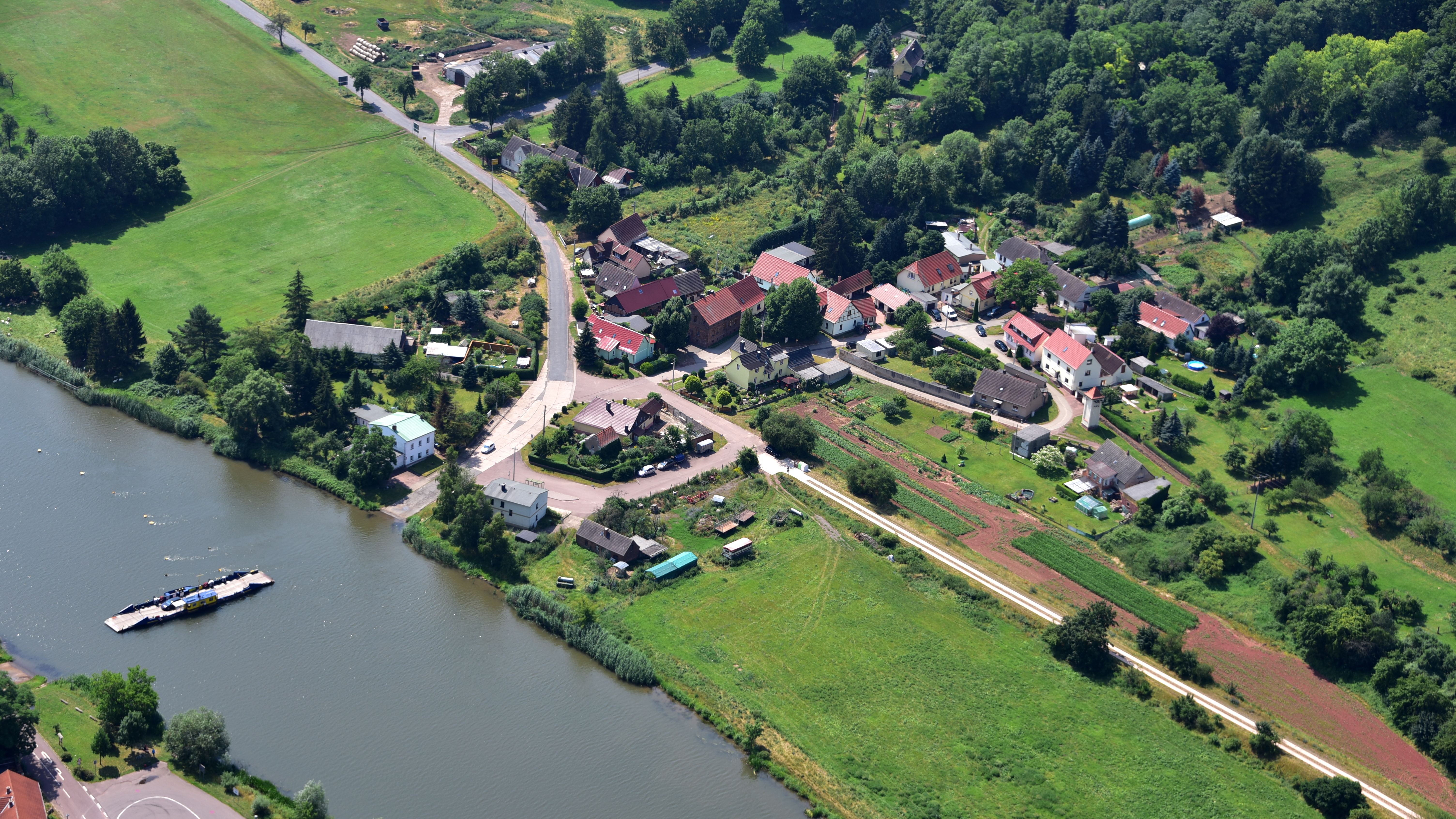
Brucke, Luftaufnahme (2017)

Die Ortschaft Zickeritz besteht aus den Ortsteilen Zickeritz, Brucke und Zellewitz.

## Geografie
Der Ortsteil Zickeritz befindet sich nördlich von Friedeburg (Saale), einem Ortsteil von Gerbstedt. Im Westen befindet sich der Gerbstedter Ortsteil Thaldorf. Nördlich von Zickeritz liegt der Könnerner Ortsteil Zellewitz, im Nordosten Brucke. Östlich verläuft die Saale, die nächste größere Stadt ist Wettin-Löbejün mit dem Ortsteil Rothenburg an der Saale. Das Zentrum von Könnern befindet sich rund 5 km entfernt im Nordosten. Bei Zickeritz befindet sich das Naturschutzgebiet Zickeritzer Busch. Die Ortschaft liegt im Naturpark Unteres Saaletal.

## Geschichte
Zickeritz und seine heutigen Ortsteile Brucke und Zellewitz gehörten zur  Grafschaft Mansfeld. Sie wurden durch das Unteramt Friedeburg mit Sitz in Friedeburg im Distrikt Mansfeld verwaltet. Ein Teil von Zickeritz gehörte auch zum Amt Gerbstedt. Die Untergerichtsbarkeit des Ritterguts in Zellewitz lag bei den Herren von Plathen zu Friedeburg. Bei der Teilung der Grafschaft Mansfeld 1738/80 kamen Zickeritz, Zellewitz und Brucke zu dem Anteil, den das zu Preußen gehörige Herzogtum Magdeburg erhielt.
Mit dem Frieden von Tilsit wurden die drei Orte im Jahr 1807 dem Königreich Westphalen angegliedert und dem Distrikt Halle im Departement der Saale zugeordnet. Dabei kamen die mansfeldischen Orte Zickeritz, Zellewitz und Brucke zum Kanton Gerbstedt. Nach der Niederlage Napoleons und dem Ende des Königreichs Westphalen befreiten die verbündeten Gegner Napoleons Anfang Oktober 1813 das Gebiet. Bei der politischen Neuordnung nach dem Wiener Kongress 1815 wurden die drei Orte im Jahr 1816 dem Regierungsbezirk Merseburg der preußischen Provinz Sachsen angeschlossen und dem Mansfelder Seekreis zugeordnet.
Im Zuge der ersten Kreisreform in der DDR wurden die Orte Brucke und Zellewitz am 1. Juli 1950 nach Zickeritz eingemeindet und der Ort dem Landkreis Bernburg zugeordnet. Ab 1952 gehörte Zickeritz zum Kreis Bernburg im Bezirk Halle.
Die bis dahin selbstständige Gemeinde Zickeritz wurde zum 1. Januar 2003 nach Könnern eingemeindet.

## Bauwerke
In Zickeritz befindet sich die auf die Zeit der Spätgotik zurückgehende Sankt-Aegidien-Kirche.